# Wolt
Wolt Enterprises Oy — финская компания по доставке еды и товаров. В приложениях Wolt (для iOS и Android) или на сайте компании клиенты могут заказать продукты питания и товары для дома у партнеров платформы — ресторанов и магазинов, а также забрать свой заказ или получить его у курьеров платформы. Wolt также управляет собственной сетью продуктовых магазинов под названием Wolt Market. Штаб-квартира Wolt находится в Хельсинки.
В мае 2022 года Wolt была приобретена американской компанией по доставке еды DoorDash. На сегодняшний день DoorDash работает в 29 странах, в 25 из которых используется продукт и бренд Wolt.

## Страны присутствия

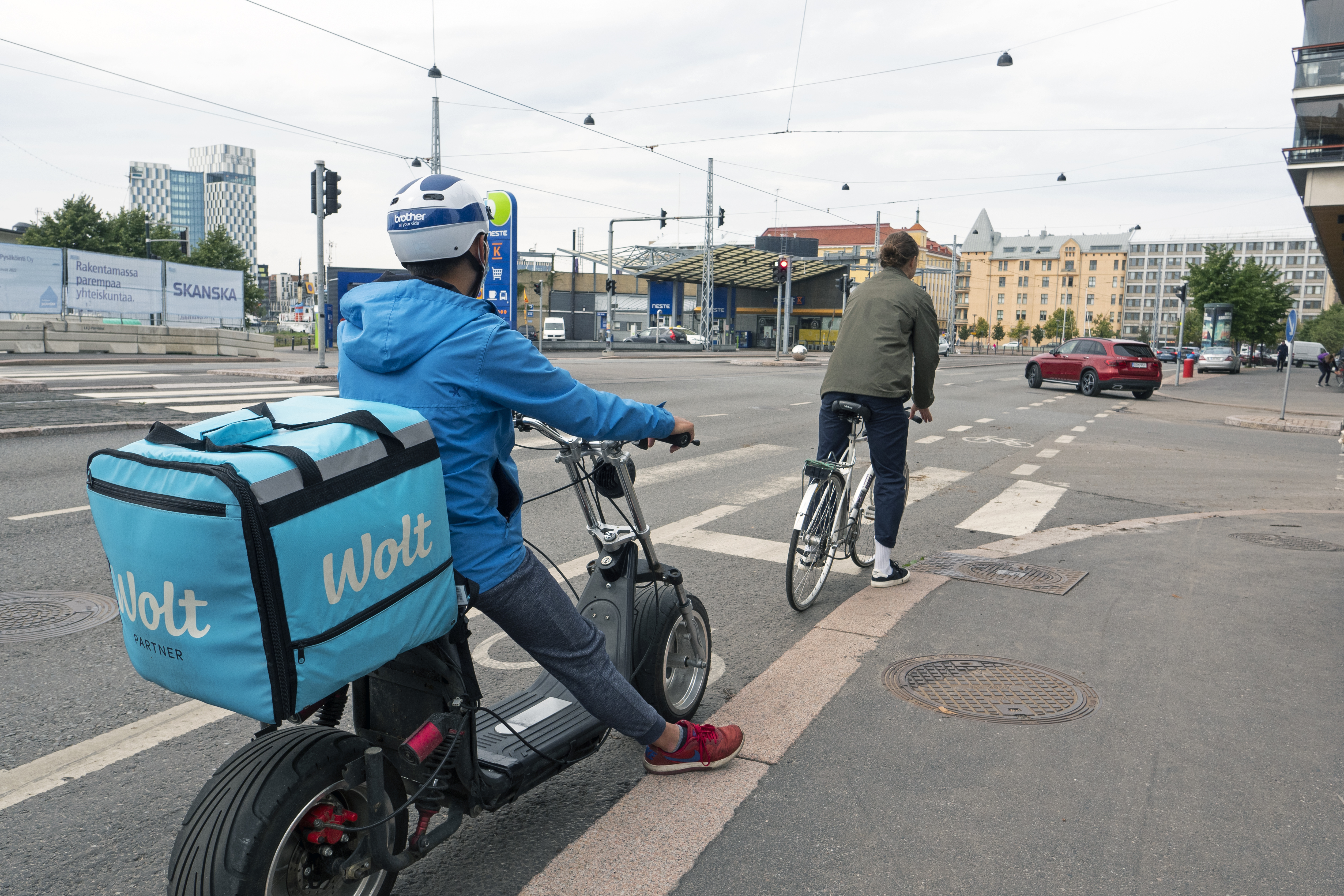
Курьер Wolt в Хельсинки, 2021 год

- Курьер Wolt в Хельсинки, 2021 год2014: Компания Wolt была основана в Хельсинки, Финляндия.
- 2015: Wolt впервые начал работу в Хельсинки, доступен только самовывоз.
- 2016: Wolt добавил к платформе доставку и распространил её на Швецию и Эстонию. В сотрудничестве с компанией Starship Technologies компания Wolt провела эксперимент с роботами-доставщиками в Таллине[5].
- 2017: Wolt запущен в Дании, Латвии и Литве.
- 2018: Wolt запущен в Хорватии, Чехии, Норвегии, Венгрии, Грузии, Израиле и Польше.
- 2019: Wolt запущен в Сербии, Греции, Азербайджане, Словакии, Словении и Казахстане.
- 2020: Wolt запущен в Японии, на Кипре, Мальте и в Германии. Собственная сеть продуктовых магазинов Wolt Market была запущена в Хельсинки.
- 2022: Wolt была приобретена DoorDash[6].
- 2023: Wolt запущен в Австрии и Исландии[7].
- 2024: Wolt запущен в Люксембурге[8], Албании[9] и Узбекистане[10].